# Byun Byung-joo
Byun Byung-joo (26 de abril de 1961) é um ex-futebolista profissional e treinador coreano, que atuava como atacante.

## Carreira
Byun Byung-joo fez parte do elenco da Seleção Coreana de Futebol da Copa do Mundo de 1986 